# Rhododendron ludwigianum
Rhododendron ludwigianum är en ljungväxtart som beskrevs av Carl Curt Hosseus. Rhododendron ludwigianum ingår i släktet rododendron, och familjen ljungväxter. Inga underarter finns listade i Catalogue of Life.